# Galeopsomyia squamosa
Galeopsomyia squamosa är en stekelart som först beskrevs av Girault 1917.  Galeopsomyia squamosa ingår i släktet Galeopsomyia och familjen finglanssteklar. Inga underarter finns listade i Catalogue of Life.